# Ouwerkerk
Ouwerkerk (seeländisch Ouwerkaarke) ist ein Dorf in der niederländischen Provinz Zeeland. Es gehört zur Gemeinde Schouwen-Duiveland und ist wahrscheinlich das älteste Dorf der früheren Insel Duiveland. Die mittelalterliche Pfarrkirche wurde im Zweiten Weltkrieg zerstört und 1956 durch einen Neubau ersetzt.
Ouwerkerk hatte im Januar 2024 580 Einwohner. Bis 1961 war es eine selbständige Gemeinde, bevor diese zur Gemeinde Duiveland kam, die 1997 zur Gemeinde Schouwen-Duiveland erweitert wurde.
Bei der Flutkatastrophe von 1953 wurde Ouwerkerk schwer getroffen, ein Sechstel der Gesamtbevölkerung kam um und der Deich des Ortes war der letzte, der über ein Jahr nach der Katastrophe geschlossen wurde. In einem der Caissons, die zur provisorischen Schließung der Deichbruchstelle (NS=51,617455|EW=3,981983) verwendet wurden, befindet sich heute das Watersnoodmuseum.